# День рождения моего лучшего друга
«День рождения моего лучшего друга» (англ. My Best Friend's Birthday) — первый фильм американского режиссёра Квентина Тарантино (хотя официально первым считается фильм «Бешеные псы», вышедший в 1992 году). Над фильмом Тарантино работал с 1984 по 1986 год, за это время было отснято много материала, но фильм остался незаконченным. В январе 2006 года усилиями поклонников Тарантино была сделана расшифровка сценария по уцелевшей части фильма. Фильм снят на чёрно-белую плёнку 16-миллиметровой камерой.
Фильм демонстрировался на нескольких кинофестивалях, но так и не был официально выпущен в прокат.

## История создания
Квентин Тарантино в 1984 году работал продавцом в видеомагазине на Манхэттен-Бич. Он решил снять свой первый фильм, а помогать ему в этом взялись его друзья и товарищи по работе. Снимался фильм на 16-миллиметровую камеру с чёрно-белым изображением (качество фильма было низким), но так и не был закончен, так как на импровизированной студии случился пожар и часть плёнки сгорела. Изначально, по сценарию, фильм должен был длиться 69 минут, но в итоге спасти удалось лишь 34 минуты видеоматериала.

## Сюжет
Сюжет строится вокруг двух главных героев, которыми являются Микки Бёрнет (Крэйг Хаманн) и его друг Кларенс Пул (Квентин Тарантино), диджей на радио и большой фанат Элвиса Пресли. У Микки день рождения, но он совсем не радостен, потому что к нему пришла его бывшая девушка (Линда Кэй), он подумал, что она вернулась, раскрыл ей свою душу, извинился перед ней и пообещал, что больше не будет с ней ссориться из-за сущих пустяков. Но оказалось, что она просто забыла у него кассету с песнями Рода Стюарта и пришла, чтобы забрать её, да ещё привела своего нового партнёра. Микки подавлен и грустит в свой день рождения.
Чтобы поднять своему лучшему другу настроение, Кларенс нанимает девушку по вызову Мисти Найт (Кристал Шоу), которой платит 40 долларов и говорит ей, чтобы она пошла к Микки домой и развлекла его, а потом пришла с ним домой к Кларенсу на вечеринку. Сам же Кларенс звонит своей бывшей подруге и просит её прийти на вечеринку, чтобы она была там с ним, а Микки с Мисти. Проблемы, которые в фильме выглядят очень комично, начинаются после того, как в квартиру к Микки врывается злобный сутенёр Мисти по имени Клиффорд (Эл Харрелл). В фильме также представлены смешные монологи и диалоги, в которых Кларенс рассуждает о смерти Эдди Кокрана и об актёрских способностях Элвиса.

## В ролях
| Актёр             | Роль                      |
| ----------------- | ------------------------- |
| Крэйг Хаманн      | Микки Бёрнет              |
| Квентин Тарантино | Кларенс Пул               |
| Кристал Шоу       | Мисти                     |
| Аллен Гарфилд     | магнат                    |
| Эл Харрелл        | Клиффорд                  |
| Бренда Хиллхаус   | жена                      |
| Линда Кэй         | бывшая девушка            |
| Стево Полы        | диджей                    |
| Алан Сэнборн      | секретарь на радиостанции |
| Рич Тёрнер        | Оливер Брэндон            |
| Роулэнд Уэффорд   | Ленни Отис                |

## Съёмочная группа
- Квентин Тарантино — режиссёр, сценарист, продюсер
- Крэйг Хаманн — сценарист, продюсер
- Рэнд Восслер — продюсер, оператор
- Роджер Эвери — оператор
- Скотт МакГилл — оператор
- Роберто А. Куезада — оператор

## Цитаты
Нам двоим пришла в голову идея, мы её обсудили, написали короткий сценарий на 33 страницах и закончили тем, что назвали фильм «День рождения моего лучшего друга». Затем мы добавили к нему ещё пару сцен, сняли его за пять тысяч баксов и получили почти готовый фильм.
— Крэйг Хаманн

Это была комедия в духе Мартина и Льюиса. Мы её не закончили.
— Квентин Тарантино

Единственное, что мы могли сделать, это побираться, занимать или красть. С кредитной карточки, например, с моей или Квентина, работавшего в «Видео-архиве», мы обычно снимали по выходным. Историческая важность фильма в том, что его режиссёром был Квентин, сценарий писали мы двое, Рэнд Фосслер, который потом стал одним из продюсеров «Прирождённых убийц», был оператором. А Роджер Эвери был администратором группы, состоящей из трёх человек. Так что мы с Квентином тоже работали с командой.
— Крэйг Хаманн

К сожалению, фильм не был закончен, потому что у нас была авария в лаборатории, у нас не было страховки, и мы потеряли пару катушек плёнки, нужно признать, что это было для нас настоящей школой, потому что ни Квентин, ни я никогда-никогда не ходили на режиссёрские курсы. Но мы многое узнали сами. Мы работали как сумасшедшие, чтобы снять какую-нибудь короткометражку или что-либо подобное до этого.
— Крэйг Хаманн

Нам казалось, что мы делаем что-то особенное. Но мне было немного не по себе, когда я стал это внимательно отсматривать. Но я думал: «Вначале я не знал, что делаю, но теперь-то знаю».
— Квентин Тарантино

После просмотра отснятого материала я помню, как мне захотелось, буквально провалиться под землю от стыда! Всё выглядело совсем не так, как мы представляли это себе. В общем, это была для меня настоящая киношкола, после которой я понял, наконец, как нужно снимать настоящее кино!
— Квентин Тарантино

## Связь с другими фильмами
«День рождения моего лучшего друга», по сути, является основным источником, из которого вырос, впоследствии, фильм «Настоящая любовь», сценарий к которому был написан Тарантино в 1987 году. В обеих картинах очень схожа общая сюжетная канва, и имена некоторых героев абсолютно идентичны. Фильм снят в духе Дина Мартина и Джерри Льюиса — комедийного дуэта 1950 и 60-х. Многих актёров, снявшихся в этом фильме, Тарантино приглашал позже в свои крупные фильмы. Потом, как и в «Бешеных Псах», в этом фильме упоминается Марлон Брандо и говорится, что у Брандо нет ни одного паршивого фильма и он настоящий актёр. А Кларенс утверждает, что его паршивый фильм — это «Графиня из Гонконга». Мисти рассказывает Кларенсу о фильме, который сделал её «девочкой по вызову» — «Бритва» Брайана Де Пальмы. А также, в комнате Кларенса, где лежит Мисти, все стены увешаны плакатами таких фильмов как «Чёрная мама, белая мама» с Пэм Гриер, «Возвращение уличного бойца» с Сони Чибой (фильм, который Кларенс смотрел на свой день рождения), и та же «Бритва» (или «Одетый для убийства») Брайана Де Пальмы.

## Фильм в России
Официально фильм не издавался ни в России, ни в остальном мире. Найти его можно только в торрент-сетях с русской озвучкой, либо на английском языке с русскими субтитрами.